# Volleyball-Weltliga 1996
Die Saison 1996 der Volleyball-Weltliga war die siebte Ausgabe des Wettbewerbs. Sie begann am 10. Mai und endete am 29. Juni. Die Niederlande gewannen zum ersten Mal den Titel.

## Modus
Die Vorrunde („interkontinentale Runde“) wurde in drei Gruppen mit jeweils vier oder drei Mannschaften ausgetragen. Die beiden besten Mannschaften jeder Gruppe qualifizierten sich für das Final Six. Die beiden besten Mannschaften des Final Six trugen das Finale aus, der Dritte und Vierte der Gruppe spielten um den dritten Platz.

## Vorrunde
| Gruppe A |             |       |        |
| Platz    | Team        | Sätze | Punkte |
| 1.       | Brasilien   | 34:13 | 22     |
| 2.       | Kuba        | 24:24 | 18     |
| 3.       | Argentinien | 22:26 | 16     |
| 4.       | Spanien     | 13:30 | 16     |

| Gruppe B |              |       |        |
| Platz    | Team         | Sätze | Punkte |
| 1.       | Italien      | 34:10 | 23     |
| 2.       | Niederlande  | 28:13 | 20     |
| 3.       | Bulgarien    | 17:25 | 16     |
| 4.       | Griechenland | 4:35  | 13     |

| Spanien     | Brasilien   | 0:3 |
| Spanien     | Brasilien   | 3:2 |
| Kuba        | Argentinien | 3:1 |
| Kuba        | Argentinien | 3:1 |
| Spanien     | Argentinien | 3:2 |
| Spanien     | Argentinien | 0:3 |
| Kuba        | Brasilien   | 3:2 |
| Kuba        | Brasilien   | 2:3 |
| Kuba        | Spanien     | 3:0 |
| Kuba        | Spanien     | 2:3 |
| Argentinien | Brasilien   | 2:3 |
| Argentinien | Brasilien   | 1:3 |
| Spanien     | Kuba        | 0:3 |
| Spanien     | Kuba        | 3:0 |
| Brasilien   | Argentinien | 3:1 |
| Brasilien   | Argentinien | 3:0 |
| Brasilien   | Kuba        | 3:0 |
| Brasilien   | Kuba        | 3:1 |
| Argentinien | Spanien     | 3:1 |
| Argentinien | Spanien     | 3:0 |
| Argentinien | Kuba        | 2:3 |
| Argentinien | Kuba        | 3:1 |
| Brasilien   | Spanien     | 3:0 |
| Brasilien   | Spanien     | 3:0 |

| Bulgarien    | Griechenland | 3:0 |
| Bulgarien    | Griechenland | 3:0 |
| Niederlande  | Italien      | 0:3 |
| Niederlande  | Italien      | 1:3 |
| Italien      | Bulgarien    | 3:0 |
| Italien      | Bulgarien    | 3:1 |
| Griechenland | Niederlande  | 0:3 |
| Griechenland | Niederlande  | 1:3 |
| Bulgarien    | Niederlande  | 0:3 |
| Bulgarien    | Niederlande  | 0:3 |
| Griechenland | Italien      | 0:3 |
| Griechenland | Italien      | 0:3 |
| Bulgarien    | Italien      | 3:1 |
| Bulgarien    | Italien      | 2:3 |
| Niederlande  | Griechenland | 3:0 |
| Niederlande  | Griechenland | 3:0 |
| Italien      | Niederlande  | 3:1 |
| Italien      | Niederlande  | 3:2 |
| Griechenland | Bulgarien    | 3:2 |
| Griechenland | Bulgarien    | 0:3 |
| Niederlande  | Bulgarien    | 3:0 |
| Niederlande  | Bulgarien    | 3:0 |
| Italien      | Griechenland | 3:0 |
| Italien      | Griechenland | 3:0 |

| Gruppe C |                     |       |        |
| Platz    | Team                | Sätze | Punkte |
| 1.       | Russland            | 36:7  | 24     |
| 2.       | Volksrepublik China | 17:31 | 15     |
| 3.       | Japan               | 16:31 | 15     |

| China    | Japan    | 2:3 |
| Russland | Japan    | 3:2 |
| China    | Russland | 0:3 |
| Russland | Japan    | 3:0 |
| China    | Japan    | 1:3 |
| Russland | China    | 3:1 |
| Russland | China    | 3:0 |
| Japan    | China    | 3:1 |
| Japan    | Russland | 0:3 |
| China    | Russland | 0:3 |
| Japan    | Russland | 0:3 |
| China    | Japan    | 3:0 |
| Russland | China    | 3:1 |
| China    | Japan    | 3:2 |
| Russland | Japan    | 3:0 |
| Russland | China    | 3:2 |
| Japan    | China    | 2:3 |
| Japan    | Russland | 1:3 |

## Final Six und Endspiele
Das Final Six (24. bis 27. Juni) sowie die Endspiele am 29. Juni fanden in Rotterdam (Niederlande) statt.
| Final Six |                     |       |        |
| Platz     | Team                | Sätze | Punkte |
| 1.        | Niederlande         | 12:2  | 8      |
| 2.        | Italien             | 9:6   | 7      |
| 3.        | Russland            | 8:8   | 6      |
| 4.        | Kuba                | 6:9   | 5      |
| 5.        | Brasilien           | 5:9   | 5      |
| 6.        | Volksrepublik China | 3:9   | 5      |

| 24. Juni | Italien     | Brasilien | 3:1 |
|          | Russland    | Kuba      | 3:2 |
|          | Niederlande | China     | 3:0 |
| 25. Juni | Italien     | Kuba      | 3:0 |
|          | Brasilien   | China     | 3:0 |
|          | Niederlande | Russland  | 3:0 |
| 26. Juni | Italien     | Russland  | 3:2 |
|          | Kuba        | China     | 3:0 |
|          | Niederlande | Brasilien | 3:1 |
| 27. Juni | Italien     | China     | 0:3 |
|          | Russland    | Brasilien | 3:0 |
|          | Niederlande | Kuba      | 3:1 |

| Finale           | Finale  | Finale |
| ---------------- | ------- | ------ |
| Niederlande      | Italien | 3:2    |
| Spiel um Platz 3 |         |        |
| Russland         | Kuba    | 3:2    |

## Endstand
1. Niederlande
2. Italien
3. Russland
4. Kuba
5. Brasilien
6. Volksrepublik China
7. Argentinien
8. Bulgarien
9. Japan
10. Spanien
11. Griechenland

## Auszeichnungen
| Wertvollster Spieler | Lorenzo Bernardi    | Italien  |
| Bester Scorer        | Lorenzo Bernardi    | Italien  |
| Bester Angreifer     | Stanislav Dineikhin | Russland |
| Bester Blocker       | Ihosvany Hernández  | Kuba     |
| Bester Aufschläger   | Alan Roca           | Kuba     |